# Jai Ram Reddy
Jai Ram Reddy (Lautoka, 12 mei 1937 – Auckland, 29 augustus 2022) was een Fijisch jurist en politicus. Hij begon zijn loopbaan als advocaat en was daarnaast vanaf de jaren zeventig lid van de Senaat en fractieleider in het Huis van Afgevaardigden. Begin 21e eeuw was hij enkele jaren president van het Hof van Beroep en vervolgens rechter van het Rwanda-tribunaal in Tanzania.

## Levensloop
Reddy studeerde van 1956 tot 1960 rechten aan de Victoria-universiteit van Wellington in Nieuw-Zeeland. In 1960 werd hij als advocaat toegelaten tot de balie van het hooggerechtshof (Supreme Court) van Nieuw-Zeeland en in 1961 tot het gerechtshof (High Court) van Fiji.
Van 1958 tot 1997 werkte hij als advocaat; de eerste decennia als partner en vanaf 1988 vanuit zijn eigen praktijk. Daarnaast was hij actief in de politiek en was hij van 1972 tot 1976 lid van de Senaat. In 1977 werd hij gekozen tot lid en fractieleider in het Huis van Afgevaardigden en was hij hierdoor ook de oppositieleider. In deze hoedanigheid bleef hij aan tot zijn terugtreden in 1984. In 1987 werd hij benoemd tot procureur-generaal van de regering van partijgenoot Timoci Bavadra. Vervolgens was hij van 1992 tot 1999 opnieuw fractie- en oppositieleider in het Huis van Afgevaardigden.
Van maart tot augustus 2000 en vervolgens opnieuw vanaf 2002 was hij president van het Hof van Beroep. Vervolgens was hij van 2003 tot circa 2009 rechter van het Rwanda-tribunaal in Arusha in Tanzania.